# Оходен
Оходен (болг. Оходен) — село в Болгарии. Находится в Врачанской области, входит в общину Враца. Население составляет 320 человек.

## Политическая ситуация
В местном кметстве Оходен, в состав которого входит Оходен, должность кмета (старосты) исполняет Тодор Ценов Тодоров (Национальное движение «Симеон Второй» (НДСВ)) по результатам выборов правления кметства.
Кмет (мэр) общины Враца — Тотю Младенов Младенов (Граждане за европейское развитие Болгарии (ГЕРБ)) по результатам выборов в правление общины.

## Археология
Близ Оходена археологи обнаружили сооружение возрастом 8 тыс. лет, возможно, являвшееся храмом Солнца.